# Holodiplosis imicola
Holodiplosis imicola är en tvåvingeart som beskrevs av Jean-Jacques Kieffer 1913. Holodiplosis imicola ingår i släktet Holodiplosis och familjen gallmyggor.
Artens utbredningsområde är Kenya. Inga underarter finns listade i Catalogue of Life.